# Ройал-Лемингтон-Спа
Ро́йал-Ле́мингтон-Спа́ (англ. Royal Leamington Spa) — курортный город в центральной части Англии. Административный центр района Уорик в графстве Уорикшир. Население — 49 491 человек (2011 год).

## География
Расположен в центральной части Англии в графстве Уорикшир, регион Западный Мидленд, в тридцати километрах к юго-востоку от Бирмингема. На реке Лем при впадении её в реку Эйвон. Ближайшие города к Лемингтону — Уорик в трёх километрах к западу, Кенилворт в шести километрах к северо-западу, Ковентри в двенадцати километрах к северу, Рагби в двадцати километрах к северо-востоку, Саутем в десяти километрах к востоку, Банбери в тридцати километрах к юго-востоку.

## История
В 1815 году инженер и изобретатель Уильям Мердок построил в городе первый водопровод с горячей водой.
В 1838 году к названию города была добавлена приставка «роял» — «королевский».
Лемингтон тесно связан с историей возникновения большого тенниса. Здесь в 1870-х годах появился первый в истории теннисный клуб, оказавший большое влияние на разработку правил этой игры.

## Население
В Лемингтоне часто селятся студенты расположенного в Ковентри Уорикского университета.

## Экономика
В Лемингтоне находится отдел «FreeStyleGames» американской компании «Activision Blizzard» со штатом около семидесяти сотрудников. Ранее в городе находился британский отдел «Titus Interactive» — французской компании, разработчика и издателя игр для персональных компьютеров и игровых приставок. С 2001 по 2012 год работала «BigBig Studios» — дочернее предприятие «Evolution Studios», а позже «Sony Computer Entertainment».

## Транспорт и связь
Автомагистраль «M40» (Лондон — Банбери — Бирмингем) проходит вблизи Лемингтона и связывает его с двумя крупнейшими городами страны. Дорога «A46» проходит вблизи города и соединяет города Бат, Челтнем на юго-западе с городами Ковентри, Лестер, Ньюарк-он-Трент, Линкольн, Клиторпс на северо-востоке.
Железнодорожная линия «Chiltern Main Line» (станция «Сноу-Хилл», Бирмингем — Лемингтон — Банбери — станция «Марилбон», Лондон) обслуживается компанией «Chiltern Railways», также связывает два крупнейших города страны. Железнодорожная компания «London Midland» обслуживает пригородные направления. Железнодорожная компания «CrossCountry» обеспечивает связь со станцией «Нью Стрит» в Бирмингеме.
Через город проложен Гранд-Юнион-канал, связывающий Лондон и Бирмингем.
Город относится к почтовому району Ковентри, которому соответствует код «CV».

## Политика
При выборах в парламент Лемингтон входит в избирательный округ «Уорик и Лемингтон». С 1885 года здесь побеждали:
- 1885—1895: Артур Уэллесли Пил — либерал и либерал-юнионист, спикер палаты общин в 1884-95 годах.
- 1895—1906: Альфред Литтелтон — либерал-юнионист.
- 1906—1910: Томас Беридж — либерал.
- 1910—1923: Эрнест Поллок — консерватор.
- 1923—1957: Энтони Иден — глава консервативной партии, премьер-министр Великобритании в 1955-57 годах.
- 1957—1968: Джон Хобсон — консерватор.
- 1968—1997: Дадли Смит — консерватор.
- 1997—2010: Джеймс Пласкит — лейборист.
- с 2010-го: Крис Уайт — консерватор.

Лемингтон — административный центр района Уорик неметропольного графства Уорикшир. Районный совет в рамках программы «One World Link» поддерживает партнёрские связи с городом Бо в Сьерра-Леоне. Городом-побратимом собственно Лемингтона в 1969 году стал Со во Франции.

## Культура
Лемингтон упоминается в романе Чарльза Диккенса «Домби и сын».
В городе были сняты эпизоды комедийного сериала «Keeping Up Appearances».
В 1990-х годах в городе появился фолк и хип-хоп дуэт «Nizlopi».
Футбольный клуб «Лемингтон Ф. К.» основан в 1891 году. С 2008 года выступает в Премьер дивизионе Южной Футбольной лиги, седьмом по уровню в системе футбольных лиг Англии.

## Известные жители
- Карла Браун — фотомодель и звезда пин-апа.
- Николас Бол — актёр.
- Леон Виталий — актёр, исполнитель роли лорда Булингдона в фильме «Барри Линдон» (1975).
- Роберто Ди Маттео — итальянский футболист и футбольный тренер.
- Николас Дингли «Раззл» — музыкант, барабанщик рок-группы «Hanoi Rocks»[20].
- Ричард Жаке — композитор[21].
- Алистер Кроули — оккультист-каббалист, чёрный маг и сатанист XIX—XX века, основатель учения телемы, автор множества оккультных произведений, в том числе «Книги закона», главного священного текста телемы. Таролог, автор колоды «Таро Тота».
- Джимеоин Маккеоун — комик[22].
- Наполеон III — первый президент Французской республики с 1848 по 1852 год, император французов с 1852 по 1870 год. Жил в городе в 1830-х годах[23].
- Литтон Стрейчи — писатель, биограф и литературный критик[24].
- Генри Тенди — военный, кавалер «Креста Виктории» (1918)[25].
- Ренди Турпин — профессиональный боксёр, чемпион в среднем и полутяжёлом весе на соревнованиях «British Boxing Board of Control» (1950-е). Носил прозвище «The Leamington Licker».[26]
- Бернард Спилсбери — патологоанатом, криминалист, консультант в подготовке военной операции «Mincemeat»[27].
- Фрэнк Уиттл — инженер-конструктор, изобретатель турбореактивного авиационного двигателя[28].
- Бен Фостер — профессиональный футболист[29].
- Тэрри Фрост — художник, профессор изящных искусств Университета Рединга[30].
- Аман Хайер — музыкант, певец.
- Дэвид Хобс — автогонщик, комментатор, пилот Формулы-1 в 1967, 1968, 1971 и 1974 годах.
- Кристиан Хорнер — руководитель команды Формулы-1 «Red Bull Racing»[31].